# Juan José Carrera

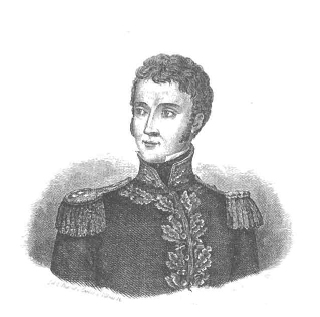
Juan José Carrera

Juan José Carrera Verdugo (* 26. Juni 1782 in Santiago de Chile, Generalkapitanat Chile; † 8. April 1818 (hingerichtet) in Mendoza, Argentinien) war ein chilenischer Militär, der aktiv am chilenischen Unabhängigkeitskrieg teilnahm.

## Lebenslauf
Juan José Carrera wurde als Sohn von Ignacio de la Carrera und Paula Verdugo y Valdivieso. Seine ersten Studien unternahm er wie seine Brüder am renommierten Convictorio Carolino von Santiago de Chile, danach schlug er eine Militärkarriere ein.
Im September 1812 trat er, seinem Bruder José Miguel völlig entgegen, ins spanientreue Grenadierregiment von Chile ein, was auch eine offene Insubordination gegenüber der Regierungsjunta war. Nach einigen gespannten Wochen milderten sich die Spannungen zwischen den Brüdern und darauf kam es zur Versöhnung. Doch die Distanz bestand noch mehrere Jahre lang.
Im März 1813, während einer Abwesenheit von José Miguel, wurde er stimmberechtigtes Mitglied der Regierungsjunta.
1813 nahm er im Dienstrang eines Brigadiers an den ersten Militäraktionen des chilenischen Unabhängigkeitskriegs teil, etwa der Belagerung von Chillán und der Schlacht von San Carlos.
Im Herbst 1814 wurde er auf Befehl der Director Supremo, Francisco de la Lastra, nach Mendoza verbannt. Während dieses Exils entwickelte er eine wachsende Abneigung gegen den örtlichen Gouverneur, José de San Martín. Bei seiner Rückkehr nach Chile nahm er am Staatsstreich vom 23. Juli teil, bei dem De la Lastra abgesetzt wurde und eine Junta unter José Miguel kurzzeitig die Macht im Lande übernahm.
Ende September 1814 übernahm Juan José Carrera den Befehl der Zweiten Division des Unabhängigkeitsheeres, das sich zum Río Cachapoal auf die Fährte der königstreuen Truppen unter Mariano Osorio machte, die ihrerseits die Hauptstadt einnehmen wollten. In dieser verzweifelten Lage mit einer fragwürdigen Mission betraut, heiratete er Ana María Cotapos.
Nach ersten Scharmützeln mit den Truppen von Osorio marschierte er mit seiner Division nach Rancagua, wohin ihm die Erste Division unter Bernardo O’Higgins folgte. Beide Einheiten waren in der Stadt von zahlenmäßig überlegenen Gegnern umzingelt, was in der Niederlage der Chilenen bei der folgenden Schlacht von Rancagua mündete. Während dieser Aktion gab Juan José Carrera den Befehl über die Truppen an den rangniedrigeren O’Higgins ab. Als die Niederlage offensichtlich war, endeten beide in einem Rückzug mit einer versprengten Kavallerie-Einheit.
Nach dieser verheerenden Niederlage schloss er sich dem Zug zahlreicher Unabhängigkeitskämpfer über die Andenkette an, die nach Mendoza ging. Hier wurde er im Zuge des Machtkampfes von José Miguel gemeinsam mit seinen Brüdern auf Befehl von José de San Martín verhaftet und anschließend in die abgelegene Siedlung San Luis verbracht. Als sie die Freiheit wiedererlangt hatten, ließen sich die Brüder in Buenos Aires nieder.

## Tod
Später beteiligten sich Juan José und sein Bruder Luis, dem Historiker Benjamín Vicuña MacKenna zufolge auf Anstiftung durch seine Schwester Javiera, an der „Verschwörung von 1817“. Der Plan lautete, nach Chile zu gehen, um O’Higgins und San Martín festzusetzen, sie zum Abdanken zu zwingen und selbst die Macht zu ergreifen. Dafür zählten sie auf die Unterstützung von Parteigängern in Chile.
Diese Pläne waren im Juni 1817 fortgeschritten, die künftigen Regierungsposten waren schon verteilt: Manuel Rodríguez sollte „Politischer Diktator“ werden. General Brayer (der mit José Miguel nach Mendoza gekommen war und zu dieser Zeit im Andenheer diente) sollte die Leitung der Armee übernehmen. José Miguel befand sich in den Vereinigten Staaten, um eine neue Flotte aufzustellen. Luis Carrera sollte an der Spitze einer Truppe bewaffneter Anhänger, die sich in Santiago sammelten, O’Higgins fassen, während Juan José, an der Spitze einer weiteren Einheit, in Mendoza San Martín verhaften und dem Militärgericht überstellen sollte.
Der Plan scheiterte schnell. Luis Carrera wurde mit belastendem Material in Mendoza festgesetzt. Sein Reisegefährte gestand sofort, was zur Verhaftung von Juan José in Barranquita, Cuyo, am 20. August 1817 führte. Beide Brüder wurden ins Gefängnis von Mendoza überstellt.
Der Rest der Verschwörer wurde Anfang Februar 1818 in Chile gefasst. Gemeinsam mit ihnen wurden zahlreiche weitere Carrera-Anhänger (darunter Manuel Rodríguez) ins Gefängnis gesteckt.
Das Belastungsmaterial für den Prozess wurde nach Santiago gebracht, damit sich O’Higgins und San Martín ein Bild machen konnten. In der Praxis wurde damit der Prozess auf unbestimmte Länge dahingezogen, weil die beiden Generäle mit anderen dringenderen Dingen beschäftigt waren. Die Anschuldigungen waren für die meisten Angeklagten nicht schwer, sie wurden bald wieder freigelassen. Unter diesen Umständen durften auch die Brüder auf ein vergleichsweise mildes Urteil hoffen.
Zu ihrem Unheil aber wurden sie in Mendoza zusätzlich beschuldigt, sie hätten mit Hilfe royalistischer Gefangener die Provinzregierung absetzen und dann erst nach Chile einmarschieren wollen (Vorwürfe, die Luis Carrera implizit zugab). Die Entdeckung fiel zusammen mit der Nachricht von der Niederlage der Unabhängigkeitskämpfer in der Schlacht von Cancha Rayada. Eine spanische Invasion stand zu befürchten, entweder in Chile oder im Süden Argentiniens. Als Konsequenz wurde den beiden ein kurzer und oberflächlicher Prozess gemacht, an dessen Ende ihr Todesurteil stand.
In Montevideo erhielt José Miguel die Nachricht von der Exekution seiner Brüder am 8. April 1818, drei Tage nach der Schlacht von Maipú, bei der die vereinigten Chilenen und Argentinier die Spanier vernichtend geschlagen hatten.

## Bild in Tradition und Folklore
Die Geschichtsschreiber sind sich einig, dass Juan José, der stürmischste und wankelmütigste der Carrera-Brüder war. Ihm wird zudem eine enorme körperliche Kraft zugeschrieben, so soll er mündlichen Überlieferungen zufolge in der Lage gewesen sein, eine fahrende Kutsche durch Anhalten der Räder zum Stehen zu bringen oder ein Pferd an den Ohren aus einem Brunnenschacht zu ziehen.
Der Historiker Diego Barros Arana beschreibt Juan José Carrera wie folgt: „Er war seinem Charakter nach ein Widerständler und Rebell gegen jede Unterdrückung. Schroff im Wesen, mit herkulischen Kräften versehen, aber von geringer Courage bei Gefahr, war seine stete Abwesenheit im Kampfe festzuhalten ...“
Aber auch das Bild von Juan José Carrera als verliebtem, gefühlvollen und leidenden Mann hat sich gehalten. In den Briefen an seine Frau Ana María Cotapos, die aus seiner Gefängniszeit erhalten sind, findet sich der Ausdruck einer großen Breite an Emotionen, die vom Pathos bis zu zarten und tiefen Gefühlen reichen.